# 한다 고야
한다 고야(일본어: 半田 航也, 1998년 9월 27일~)는 일본의 축구 선수이다.

## 구단 경력
그는 2020년 J3리그의 블라우블리츠 아키타에 입단했다. 2020년 J3리그 우승으로 J2리그로 승격했다. 2023년 일본 풋볼 리그의 베르스파 오이타로 임대 이적했다. 2024년 블라우블리츠 아키타로 복귀했다. 2025년 J3리그의 가이나레 돗토리로 이적했다.